# Нижний Реутец
Нижний Реутец — село в Медвенском районе Курской области России. Административный центр Нижнереутчанского сельсовета.

## География
Село находится на юге центральной части Курской области, в пределах Среднерусской возвышенности, в лесостепной зоне, на правом берегу реки Реутец (Нижний Реут), на расстоянии примерно 6 км (по прямой) к юго-западу от Медвенки, административного центра района. Абсолютная высота — 203 м над уровнем моря.

### Климат
Климат характеризуется как умеренно континентальный, с тёплым летом и умеренно холодной зимой. Среднегодовая температура воздуха — 5,5 °C. Абсолютный минимум температуры воздуха самого холодного месяца (января) составляет −37 °C; абсолютный максимум самого тёплого месяца (июля) — 35 °C. Безморозный период длится около 151 дня в году. Среднегодовое количество атмосферных осадков составляет 587 мм, из которых большая часть выпадает в тёплый период.

### Часовой пояс
Село Нижний Реутец, как и вся Курская область, находится в часовой зоне МСК (московское время). Смещение применяемого времени относительно UTC составляет +3:00.

## Население
| 2002 | 2010 |
| ---- | ---- |
| 449  | ↘423 |

### Половой состав
По данным Всероссийской переписи населения 2010 года, в половой структуре населения мужчины составляли 43,3 %, женщины — соответственно 56,7 %.

### Национальный состав
Согласно результатам переписи 2002 года, в национальной структуре населения русские составляли 92 %.

## Инфраструктура
Личное подсобное хозяйство. Нижнереутчанская школа. В селе 306 домов.

## Транспорт
Село находится в 8 км от автодороги федерального значения М2 «Крым» (часть европейского маршрута E 105), при автодорогах межмуниципального значения: 38Н-185 (М-2 «Крым» — Гахово), 38Н-186 (38Н-185 — Александровка), 38Н-187 (38Н-186 — усадьба писателя К. Д. Воробьёва) и 38Н-190 (38Н-185 — Ильичёвский), в 30 км от ближайшего ж/д разъезда и остановочного пункта 454 км (линия Льгов I — Курск).
В 89 км от аэропорта имени В. Г. Шухова (недалеко от Белгорода).

## Известные уроженцы
- Воробьёв, Константин Дмитриевич (1919—1975) — советский военнослужащий, лейтенант; писатель.
- Окорокова, Галина Павловна (род. 1946) — советский и российский экономист.